# Choromyrmeleon othneius
Choromyrmeleon othneius là một loài côn trùng trong họ Myrmeleontidae thuộc bộ Neuroptera. Loài này được Ren & Guo miêu tả năm 1996.